# Psittacara chloropterus maugei
Il parrocchetto di Porto Rico (Psittacara chloropterus maugei (Souancé, 1856)) era un uccello della famiglia degli Psittacidi che viveva sull'isola di Mona, a metà strada tra Hispaniola e Porto Rico e, secondo la tradizione orale dei vecchi, anche a Porto Rico stessa.

## Descrizione
Era un uccello verde più pigro della sottospecie di Hispaniola, con più ampie marcature rosse nelle piume sotto l'ala e con un becco più scuro e piccolo. Questo parrocchetto fu raccolto da W. W. Brown nel 1892 per l'ultima volta; il suo numero fu infatti ridotto drasticamente durante il XIX secolo dai cacciatori di colombi.

## Biologia
Questi pappagalli erano prettamente gregari, dal verso simile a uno stridio ininterrotto mentre seguivano le loro regolari «traiettorie di volo». All'interno di un gruppo, ogni coppia costituiva un'unità ben distinta e gli stormi si muovevano in modo veloce e diretto. Si nutrivano di semi, frutti, noci, bacche e probabilmente gemme fogliari e fiori.
Nonostante fossero uccelli usualmente diffidenti, lasciavano da parte ogni prudenza al momento di nutrirsi, ma dovendosi adattare a cibarsi nei campi di granoturco, la loro distruzione divenne più rapida.
Erano soliti nidificare in alberi cavi, vecchie tane di picchi e covi arborei di formiche bianche.